# Мечеть Газі Михал-бея
Мече́ть Газі́ Миха́л-бе́я (тур. Gazi Mihal Bey Camii) — мечеть, збудована за часів османського султана Мурада II в Едірне (Туреччина).

## Історія
Мечеть Газі Михал-бея — одна з найдавніших збережених мечетей в Едірне. Згідно з арабським написом на її порталі, мечеть була збудована у 1422 році за часів правління Мурада II. У написі також згадується ім'я Азіз-бея з роду Михала. Ця родина була відома своєю благодійною діяльністю не лише в Едірне, а й у багатьох місцях на Балканах.
У 1907 році К. Гурлітт, аналізуючи визначні пам'ятки Едірне, через помилку у вимові неправильно записав назву мечеті. Через тривалу неточність у написанні імені засновника та назви мечеті, в іноземних джерелах виникали непорозуміння щодо цієї споруди.
На жаль, мечеть сильно постраждала від землетрусу 1752 року. Після цього стихійного лиха її мінарет був серйозно пошкоджений. Зруйнований мінарет було відновлено у стилі бароко. За свою історію мечеть Газі Михал-бея зазнала багатьох руйнувань і пройшла значний капітальний ремонт у 1891 році.
Внаслідок землетрусу 1953 року будівля знову була пошкоджена та частково зруйнована, але цього разу ремонтні роботи не проводилися. Реставрація занедбаної мечеті відбулася лише через 40 років (тобто близько 1993 року).

## Архітектура
Мечеть збудована з тесаного каменю та цегли. Її зовнішні стіни не мають помітних прикрас, однак чергування шарів світло-сірого каменю та червоної цегли створює приємний декоративний ефект. На внутрішній стороні купола над входом збереглися слабкі сліди орнаменту, виконаного синьою та жовтою фарбами. Дерев'яні двері встановлені в мармуровій рамі, увінчаній стрілчастою аркою. Над дверима є напис арабською в'яззю.
В архітектурному плані будівля є прикладом мечеті типу айван з осьовою композицією. Айван — це прямокутне приміщення, відкрите з одного боку у двір, що зазвичай слугує монументальним входом до священної споруди. Перед мечеттю Газі Михал-бея розташований п'ятипролітний портик. Його центральний, вищий проліт перекритий великим овальним куполом, тоді як інші прольоти мають пласкі хрестові склепіння.
Головна молитовна зала має квадратну форму. Вона перекрита великим напівсферичним куполом. Дві бічні кімнати, які колись слугували помешканням для дервішів, перекриті меншими гранованими куполами. Спочатку до цих кімнат можна було потрапити з центральної зали, але зараз вхід до них можливий лише ззовні. Зі східного боку мечеті розташований єдиний мінарет з одним балконом (шерефе).[

## Галерея

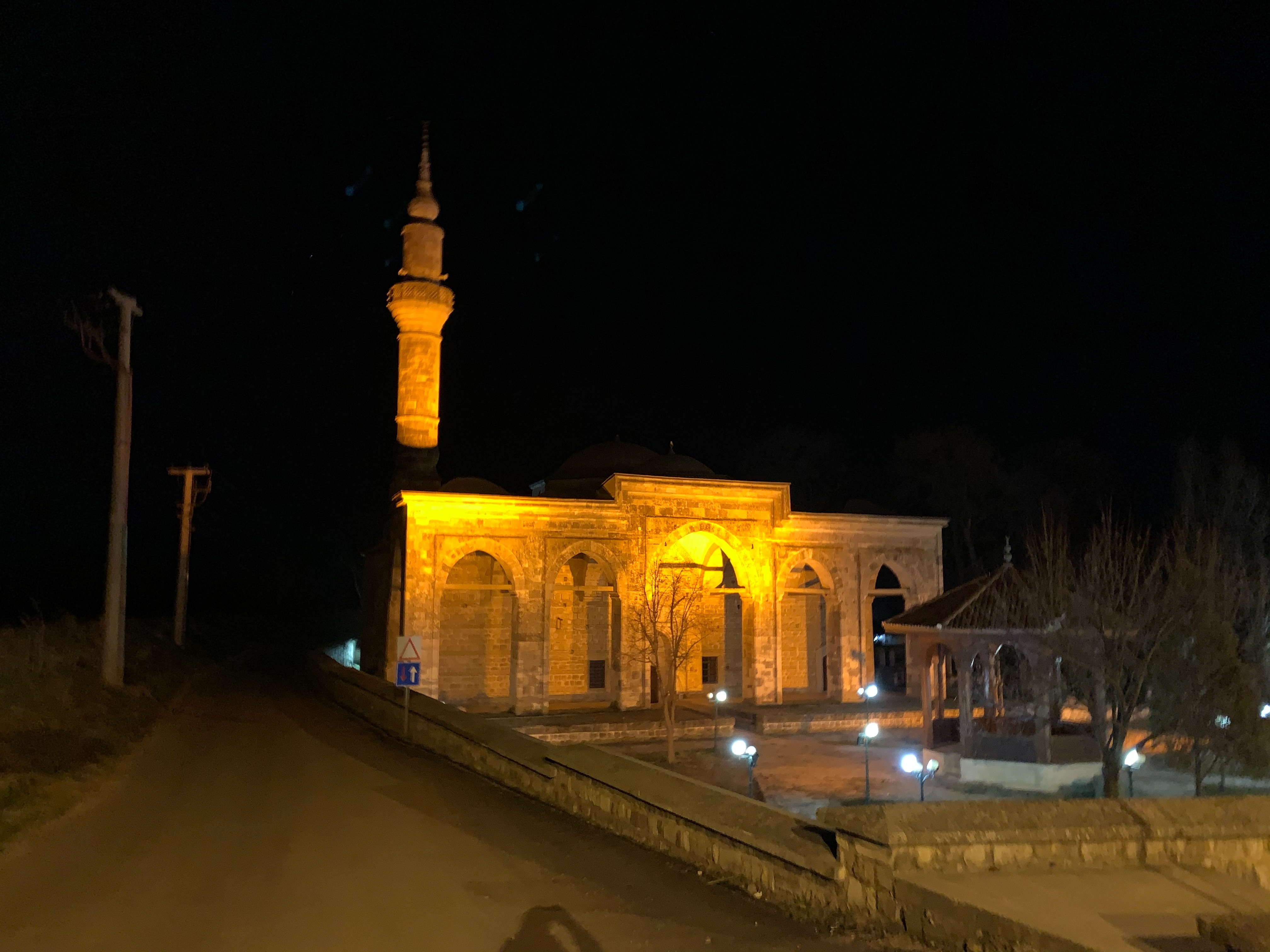
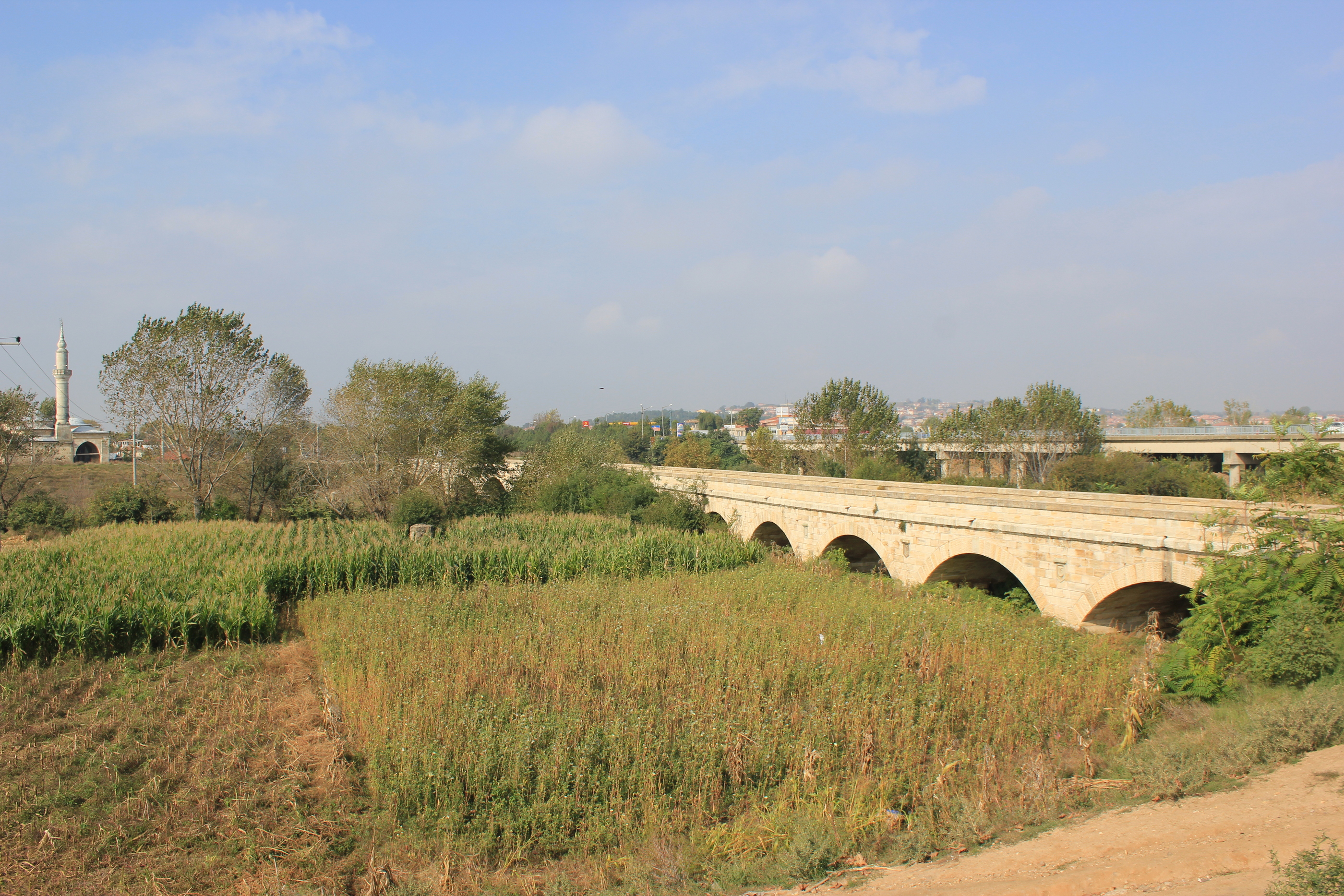
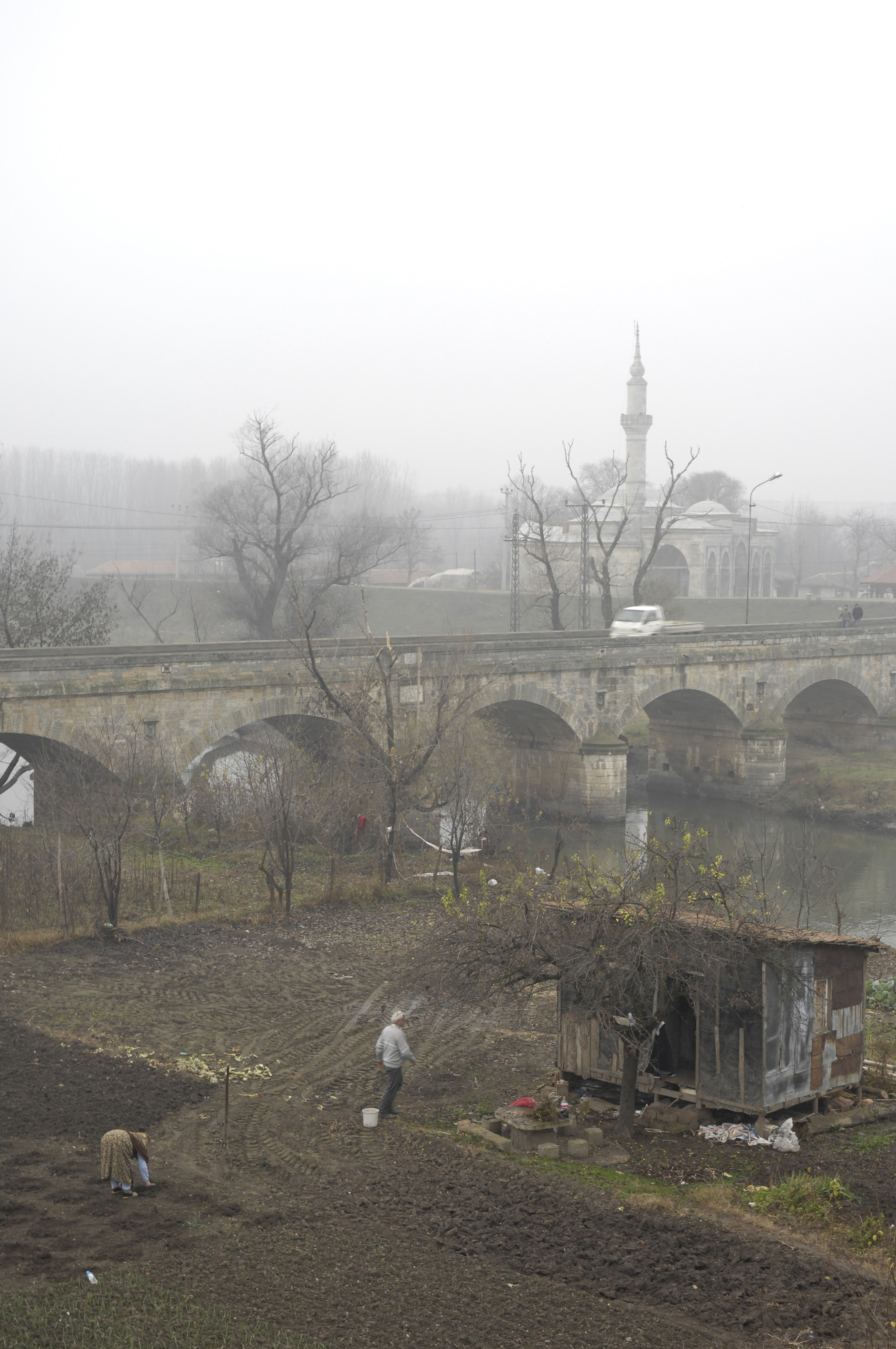
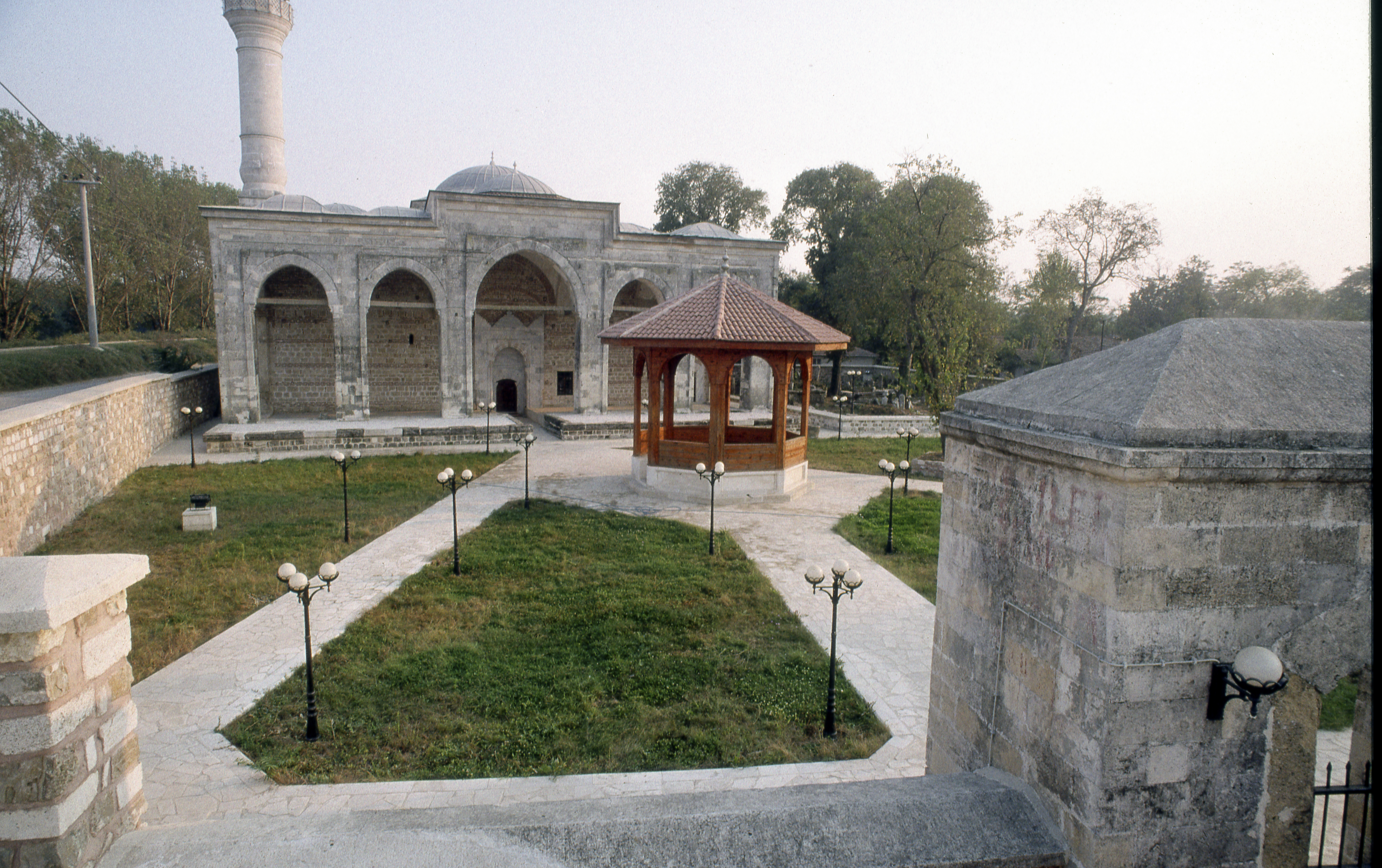
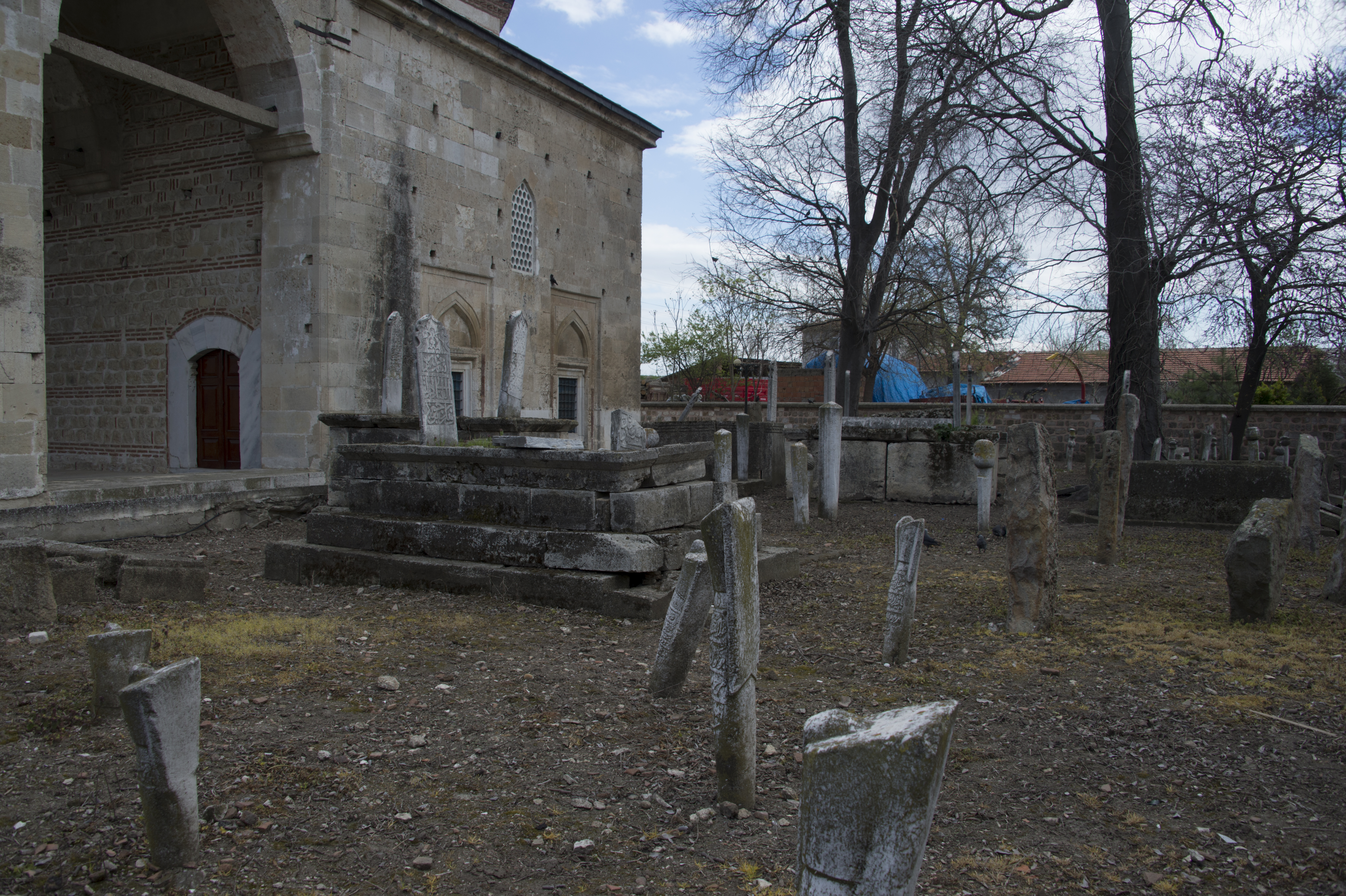
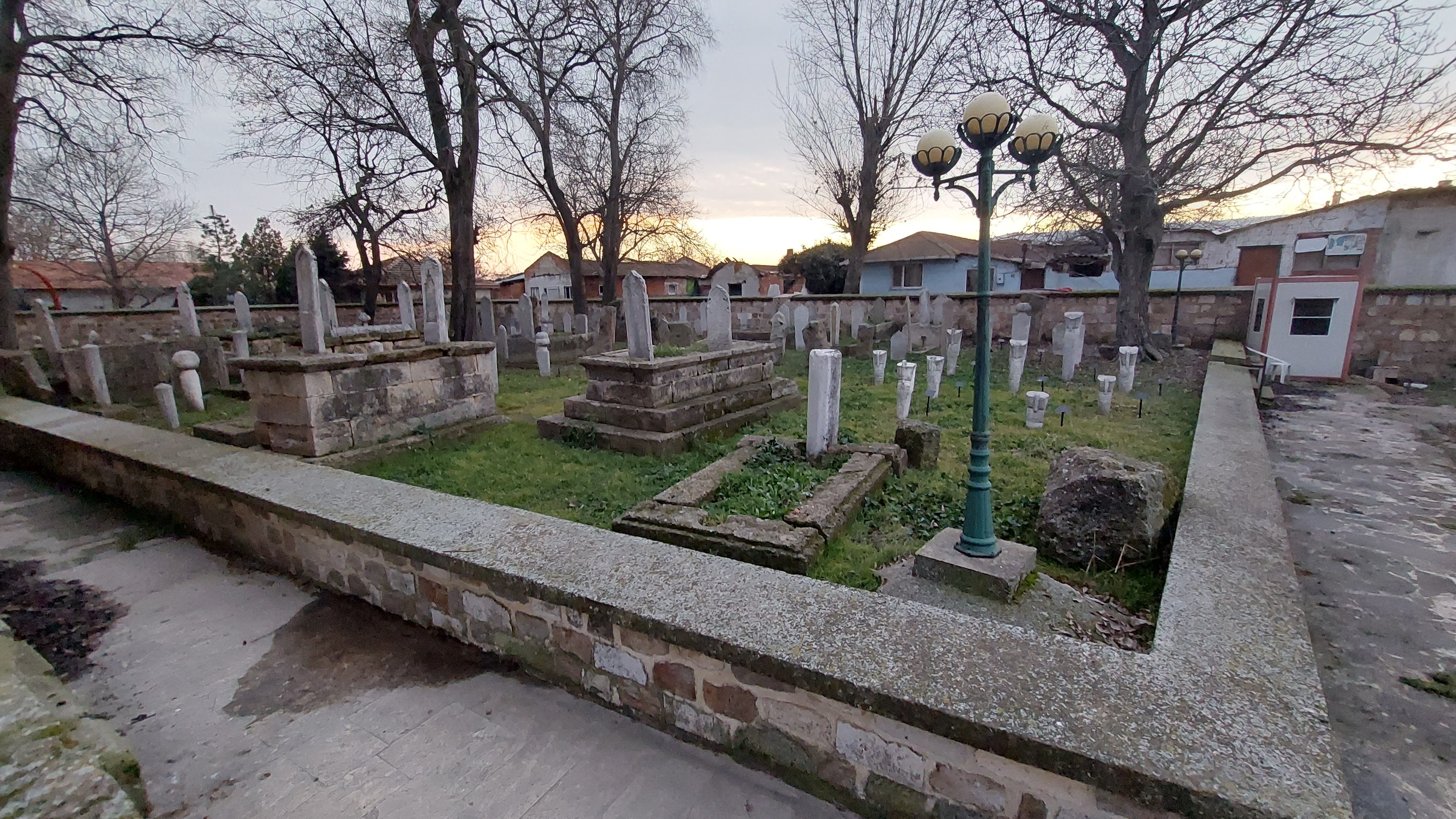